# Wesley Plaisier
Wesley Plaisier (* 14. März 1990 in Hendrik-Ido-Ambacht) ist ein niederländischer Dartspieler.

## Karriere
Plaisier nimmt seit 2019 regelmäßig an der PDC Qualifying School teil, konnte sich aber noch nie eine Tour-Card erspielen. Bei den European Darts Open 2019 in Leverkusen nahm er erstmals an einem Event der European Darts Tour teil und erreichte mit einem Sieg über Jyhan Artut auf Anhieb die zweite Runde.
Im März 2022 war Plaisier erstmals für ein PDC-Major-Event, die UK Open, qualifiziert, wo er sein erstes Spiel gegen Radek Szagański verlor. Bei der European Darts Tour 2022 konnte er sich für fünf der dreizehn Turniere qualifizieren und zeigte dabei starke Leistungen; Höhepunkt war das Erreichen des Viertelfinals beim German Darts Grand Prix in München, das er gegen den späteren Titelträger Luke Humphries verlor. Im September gewann er ein Turnier der PDC Challenge Tour 2022 im Finale gegen den zweifachen Major-Sieger und amtierenden Seniorenweltmeister Robert Thornton. Nach einem Sieg gegen Dave Chisnall in der zweiten Runde der Gibraltar Darts Trophy 2022, dem letzten Wettbewerb der European Tour, gratulierte ihm der Interviewer bereits fälschlicherweise zur Qualifikation für die European Darts Championship 2022. Tatsächlich war er zwar mit seinen erspielten 14.000 Pfund Preisgeld gleichauf mit Rang 30, in diesem Fall war jedoch das Abschneiden in den vergangenen vier Turnieren ausschlaggebend, was Rang 33 bedeutete. Da er das folgende Spiel erneut gegen Luke Humphries verlor, verpasste er die Teilnahme um einen Platz.
Anfang Dezember 2022 gelang Plaisier sein bisheriger Karrierehöhepunkt, er gewann das Winmau World Masters. Hierfür setzte er sich gegen Spieler wie Chris Landman und Danny Lauby durch und schlug im Finale den Nordiren Barry Copeland mit 7:2 in legs. Auch bei den am gleichen Wochenende ausgetragenen World Open nahm Plaisier teil, hier schied er jedoch bereits in Runde drei gegen Leonard Gates aus.
Mitte Januar 2023 nahm Plaisier an der Q-School teil. Er schied jedoch überraschend in der First Stage aus. Ende des Monats spielte er daraufhin die Dutch Open und erreichte dabei im Einzel das Viertelfinale, wo er allerdings gegen den Titelverteidiger Jelle Klaasen mit 2:5 verlor.
Auf der PDC Challenge Tour 2023 spielte Plaisier gut mit und konnte das Turnier Nummer 15 im August für sich entscheiden. Auch ein weiteres Finale erreichte er und rückte zu insgesamt acht Players Championships nach.
Im September 2023 erreichte Plaisier bei den German Darts Open in Jena als Associate Qualifier das Halbfinale. Dort scheiterte er erst im Decider an Stephen Bunting. Zuvor war im Achtelfinale die Revanche gegen Luke Humphries gelungen.
Ende September nahm Plaisier am WDF World Cup 2023 für die Niederlande teil. Im Einzel scheiterte er dabei in der Runde der letzten 64 an Filip Ljubenko aus Kroatien. Im Doppel spielte er sich mit Berry van Peer bis ins Viertelfinale. Hier war gegen Haupai Puha und Ben Robb Schluss. Das niederländische Quartett kam im Teamwettbewerb bis ins Finale, wo man die Engländer mit 9:7 besiegte. Kurz darauf kam er bei den Cuesoul Belfry Open ins Halbfinale und bei den Cuesoul Bruges Open ins Viertelfinale.
Sein WM-Debüt gab Plaisier bei der WDF World Darts Championship 2023. An Position fünf gesetzt erreichte er das Viertelfinale und verlor dieses gegen Dennis Nilsson mit 1:4.
Bei der Q-School 2024 durfte Plaisier als Nummer zwölf der Challenge Tour Order of Merit in der Final Stage an den Start gehen. Gleich am ersten Tage spielte er sich dabei ins Viertelfinale, erspielte aber an den anderen Tagen nur noch zwei weitere Punkte. Als Fünfzehnter der Q-School Order of Merit schrammte er damit knapp an der Tour Card vorbei, für die er mindestens Rang 13 benötigt hätte. Am 2. und 3. Juli schaffte er es bei den Players Championships 13 und 14 als Nachrücker jeweils bis ins Finale.
Anfang August gewann Plaisier die Belgium Open mit 5:1 im Finale gegen James Vanbesien. Ende September nahm er für die Niederlande beim WDF Europe Cup 2024 Teil und zog im Einzel bis ins Viertelfinale ein, wo er jedoch mit 0:5 Cam Crabtree unterlag. Im Doppel mit Alexander Merkx gelang lediglich ein Sieg, als Team erreichte die Niederlande das Halbfinale, das gegen Schweden verloren ging. Kurz darauf nahm er als Titelverteidiger am World Masters 2024, diesmal in Budapest, teil. Mit drei Siegen überstand er dabei seine Vorrundengruppe und zog in die K.-o.-Runde ein. Hier besiegte er Dennie Olde Kalter und Shaun McDonald noch ohne größere Probleme, bevor es gegen den Ungarn György Jehirszki erstmals brenzlig wurde. Mit 5:4 erreichte Plaisier jedoch das Achtelfinale gegen Barry Copeland, der zwar mit 4:2 gegen Plaisier führte, jedoch diesen Vorsprung nicht über die Ziellinie brachte. Plaisier gewann erneut mit 5:4 und traf daraufhin im Viertelfinale auf Jimmy van Schie. Hier machte Plaisier es noch spannender und drehte einen 1:4-Rückstand noch in einen 5:4-Sieg um. Den Finaltag begann Plaisier daraufhin mit einem 6:3-Halbfinalsieg über Corne Groeneveld, bevor er im Endspiel auf den Überraschungsfinalisten Kai Gotthardt traf. In einem hochklassigen Spiel zeigte Plaisier schnell sein bestes Spiel und gewann mit 7:3 das Finale. Er wurde damit zum sechsten Mann, dem die erfolgreiche Titelverteidigung gelang.
Auch das am gleichen Wochenende ausgetragene World Open gestaltete Plaisier erfolgreich. Unter anderem nach Siegen über Aaron Turner und Arjan Konterman schaffte er es hierbei ins Viertelfinale, das er jedoch diesmal gegen Jimmy van Schie mit 2:4 verlor.
Nur vier Tage nach dem World Masters gewann er das Players Championship 28 mit einem Finalsieg über Josh Rock. Er wurde damit zum vierten Spieler, der ein Players Championship ohne Tour Card gewinnen konnte. Es war sein erster PDC-Profititel.

## Titel

### PDC
- Pro Tour
  - Players Championships
    - Players Championships 2024: 28
- Secondary Tour Events
  - PDC Challenge Tour
    - PDC Challenge Tour 2022: 17
    - PDC Challenge Tour 2023: 15
    - PDC Challenge Tour 2024: 15, 19

### WDF
- Platin-Turniere
  - World Masters: (2) 2022, 2024
- Silber-Turniere
  - Belgium Open: (2) 2022, 2024
  - Antwerp Open: (1) 2023
- Cups
  - WDF World Cup Team: (1) 2023

## Weltmeisterschaftsresultate

### PDC
- 2025: 2. Runde (1:3-Niederlage gegen  Peter Wright)

### WDF
- 2023: Viertelfinale (1:4-Niederlage gegen  Dennis Nilsson)

## Turnierergebnisse
| Turnier                     | 2019               | ......             | 2022               | 2023               | 2024               | 2025              |
| --------------------------- | ------------------ | ------------------ | ------------------ | ------------------ | ------------------ | ----------------- |
| BDO-Major-Turniere          |                    |                    |                    |                    |                    |                   |
| World Masters               | 1R                 | n/a                | Verband insolvent  | Verband insolvent  | Verband insolvent  | Verband insolvent |
| WDF-Platin-/Major-Turniere  |                    |                    |                    |                    |                    |                   |
| Dutch Open                  | n/a 1              | unbekannt          | unbekannt          | VF                 | F                  | n/t               |
| World Masters               | n/a                | n/a                | S                  | n/a                | S                  | n/t               |
| Weltmeisterschaft           | n/t                | n/t                | n/t                | VF                 | n/t                | n/t               |
| PDC-Ranking-Turniere        |                    |                    |                    |                    |                    |                   |
| Weltmeisterschaft           | nicht qualifiziert | nicht qualifiziert | nicht qualifiziert | nicht qualifiziert | nicht qualifiziert | 2R                |
| World Masters               | nicht ausgetragen  | nicht ausgetragen  | nicht ausgetragen  | nicht ausgetragen  | nicht ausgetragen  | VR                |
| UK Open                     | n/q                | n/q                | 1R                 | n/q                | 3R                 | 1R                |
| Players Championship Finals | nicht qualifiziert | nicht qualifiziert | nicht qualifiziert | nicht qualifiziert | 2R                 |                   |
| Karrierestatistiken         |                    |                    |                    |                    |                    |                   |
| Jahresendplatzierung        | 167                | –                  | 10                 | 8                  | 68                 |                   |
| Verband                     | PDC                | PDC                | WDF                | WDF                | PDC                | PDC               |

| Legende zu den Turnierergebnissen | Legende zu den Turnierergebnissen | Legende zu den Turnierergebnissen | Legende zu den Turnierergebnissen | Legende zu den Turnierergebnissen | Legende zu den Turnierergebnissen | Legende zu den Turnierergebnissen | Legende zu den Turnierergebnissen | Legende zu den Turnierergebnissen | Legende zu den Turnierergebnissen |
| --------------------------------- | --------------------------------- | --------------------------------- | --------------------------------- | --------------------------------- | --------------------------------- | --------------------------------- | --------------------------------- | --------------------------------- | --------------------------------- |
| n/t                               | nicht teilgenommen                | n/q                               | nicht qualifiziert                | n/a                               | nicht ausgetragen                 | #R                                | Aus in jeweiliger Runde           | GP                                | Aus in der Gruppenphase           |
| AF                                | Achtelfinalist                    | VF                                | Viertelfinalist                   | HF                                | Halbfinalist                      | F                                 | Turnierfinalist                   | S                                 | Turniersieger                     |